# Крнча
Крнча (слч. Krnča) насељено је мјесто са административним статусом сеоске општине (слч. obec) у округу Топољчани, у Њитранском крају, Словачка Република.

## Становништво
| Година:    | 1994. | 2004.   | 2014.   | 2024.   |
| ---------- | ----- | ------- | ------- | ------- |
| Број људи: | 1275  | 1299    | 1333    | 1379    |
| Разлика:   |       | +1,88 % | +2,61 % | +3,45 % |

| Година:    | 2023. | 2024.   |
| ---------- | ----- | ------- |
| Број људи: | 1373  | 1379    |
| Разлика:   |       | +0,43 % |

Према подацима о броју становника из 2011. године насеље је имало 1.343 становника.